# Rodeo (Nowy Meksyk)
Rodeo – jednostka osadnicza w Stanach Zjednoczonych, w stanie Nowy Meksyk, w hrabstwie Hidalgo.